# Claudia Galicia Cotrina
Claudia Galicia Cotrina, née le 17 avril 1986 à Torelló, est une skieuse-alpiniste et spécialiste de VTT cross-country espagnole. 

## Palmarès de ski-alpiniste
2019
Claudia Galicia Cotrina est la skieuse la plus régulière du début de la saison de ski-alpinisme 2019, elle prend la tête du classement général après la 3e course du calendrier.
- 2e du Sprint de Bischofshofen (Coupe du monde)[1]
- 2e de l'Individuel de Bischofshofen (Coupe du monde)[2]
- 2e de l'Individuel d'Ordino (Coupe du monde)[3]
- 2e de la Vertical d'Ordino (Coupe du monde)[4]
- 2e de l'Individuel de SuperDévoluy (Coupe du monde)[5]
- 2e du Sprint de SuperDévoluy (Coupe du monde)[6]

## Palmarès de VTT

### Championnats d'Europe
- 2017
  -  Médaillée d'argent du cross-country marathon

### Championnats d'Espagne
- 2018
  -  Championne d'Espagne de cross-country
- 2019
  -  Championne d'Espagne de cross-country
  -  Championne d'Espagne de cross-country marathon